# 富家溪
富家溪，原名キナブカ溪，為一位於台灣東部之縣市管河川，幹流長度9.02公里，流域面積25.70平方公里，分佈於台東縣成功鎮。主流發源於成功鎮三仙里分水𪨧山東側，先向東南流經石棺（地名）、興農，後轉向東流，於白守蓮北側注入太平洋。

## 水系主要河川
以下由下游至源頭列出水系主要河川，其中粗體字為主流河道。
- 富家溪：台東縣成功鎮
  - 柑仔山溪：台東縣成功鎮
  - 三仙溪：台東縣成功鎮